# Фредрік Браун
Фредрік Вільям Браун (англ. Fredric William Brown; 29 жовтня 1906, Цинциннаті, Огайо — 11 березня 1972, Тусон, Аризона) — американський письменник, майстер фантастичних і детективних творів.

## Життєпис
Фредерік Браун ріс як єдина дитина в родині журналіста Чарльза С. Льюїса Брауна та Емми Амелії Браун.
Його мати померла в 1920 році, коли йому було чотирнадцять років. У наступному році помер його батько. Фредерік Браун жив, до закінчення середньої школи в 1922 році, один.
Після школи він працював посильним, клерком, коректором, займався випадковою роботою, відвідував вечірнє відділення при університеті Цинциннаті (навчання не завершив, диплома не одержав).
Працюючи коректором в журналі «American print», Браун приходить до висновку, що він теж може писати не гірше.
Його перше оповідання було опубліковано в 1938 році, а в 1940-і роки стає автором вже сотень детективних і фантастичних оповідань.
Після публікації детективного роману «Неймовірне вимагання» (The Fabulous Clipjoint), який отримав премію Едгара По, Браун залишає роботу в редакції і займається тільки написанням нових творів.
Фредерік Браун стає членом клубу «Гідра» в який входило багато відомих американських фантастів (Айзек Азімов, Теодор Стерджон, Лестер дель Рей, Спрег де Кемп, Горейс Ґолд тощо.
На той час Браун уже був одружений, мав двох дітей.
Продуктивній роботі як письменника Брауну не позволяло його слабке здоров'я — він страждав від астми і алергії. Це призвело до того, що від 1949 року він у пошуках комфортного клімату переїжджає з одного штату в інший: три роки живе з родиною в Таосі (Аризона), два роки в Лос-Анджелесі, потім оселяється в Тусоні (Аризона). Однак здоров'я не поліпшується, письменник здатний написати тільки декілька сторінок щодня, щороку видає не більше одного роману.
Від 1961 до 1963 року Браун працював у Каліфорнії сценаристом, через стан здоров'я повертається в Тусон.
У 1963 році публікується його останній роман, в 1965 — останнє оповідання.
Браун впадає в депресію, починає пити. В 1972 році добровільно переїжджає в госпіталь, де невдовзі (11 березня) помирає.

## Псевдоніми
- Фелікс Грем (Felix Graham)
- Аллен Морс (Allen Morse)
- Джек Гобарт (Jack Hobart)
- (Bob Woehlke)

## Творчі досягнення
Фредерік Браун є автором більше 300 фантастичних і детективних оповідань, 29-ти книг романів і повістей, 5-ти нефантастичних творів, віршованих творів, автор сценаріїв для серіалів Альфреда Хічкока. Близько 10 творів Ф. Брауна екранізовані.
З повним переліком творів Фредеріка Брауна, опублікованих англійською мовою, можна ознайомитись на сайті «Fredric Brown — Summary Bibliography» (Фредерік Браун. Повна бібліографія); (англ.)
Твори Фредеріка Брауна періодично передруковувалися, перекладались різними мовами. Найбільшою популярністю його твори користувалися в США та Європі (особливо Франції та Японії).
В Радянському Союзі деякі твори Ф. Брауна неодноразово публікувалися (п'ять разів) російською мовою в різних популярних виданнях (Бібліотека сучасної фантастики в 16 томах (т. 10), Американська фантастика в 14 томах (т. 12) та ін.).
Переклади творів Ф. Брауна українською мовою невідомі.

## Нагороди
- Премія Едгара По (1948) (За твір The Fabulous Clipjoint)
- Премія Г'юго за найкраще оповідання (1996) (За твір «Вагання» (1946) (англ. «The Waveries»))[5]
- Премія Г'юґо за найкращу коротку повість (1996) (За твір «Пі в небі» (1946) (англ. «Pi in the Sky»)